# Rockwood (Pensilvânia)
Rockwood é um distrito localizado no estado norte-americano de Pensilvânia, no Condado de Somerset.

## Demografia
Segundo o censo norte-americano de 2000, a sua população era de 954 habitantes.
Em 2006, foi estimada uma população de 925, um decréscimo de 29 (-3.0%).

## Geografia
De acordo com o United States Census Bureau tem uma área de
0,8 km², dos quais 0,8 km² cobertos por terra e 0,0 km² cobertos por água. Rockwood localiza-se a aproximadamente 655 m acima do nível do mar.

## Localidades na vizinhança
O diagrama seguinte representa as localidades num raio de 16 km ao redor de Rockwood.